# 多星真巨口魚
多星真巨口魚（学名：Eustomias polyaster）为輻鰭魚綱巨口鱼目巨口鱼科的其中一種。分布於西北大西洋區的墨西哥灣及加勒比海海域，為深海魚類，體長可達14.2公分。

## 扩展阅读
維基物種上的相關：多星真巨口魚